# Henri Claudon
 (mars 2017).
Si vous disposez d'ouvrages ou d'articles de référence ou si vous connaissez des sites web de qualité traitant du thème abordé ici, merci de compléter l'article en donnant les références utiles à sa vérifiabilité et en les liant à la section « Notes et références ».
Pour les articles homonymes, voir Claudon (homonymie).
Henri Claudon né le 21 août 1864 à Ambert (Puy-de-Dôme) et mort le 14 mars 1935 à Paris est un général français.

## Biographie

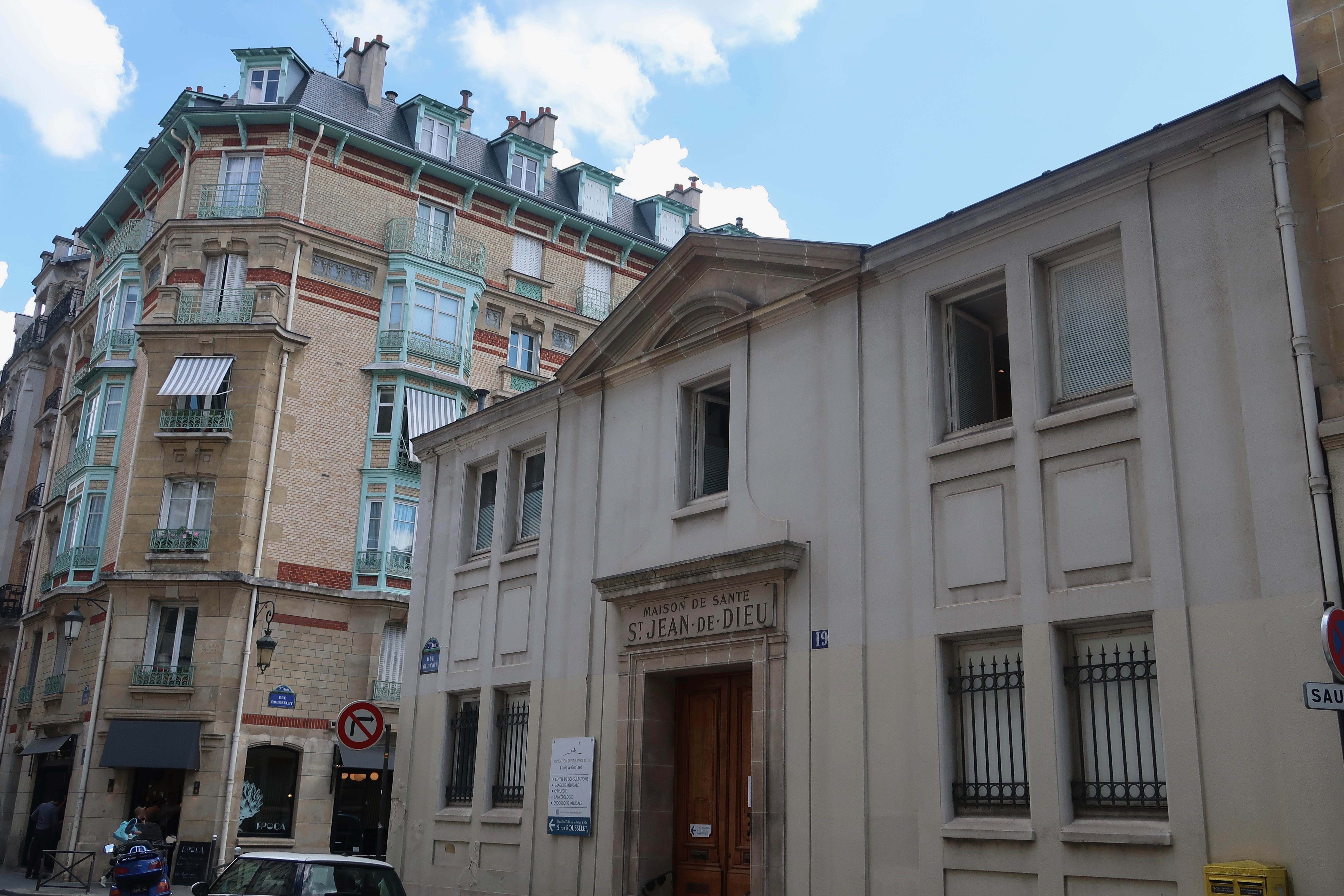
Maison de santé Saint-Jean-de-Dieu.

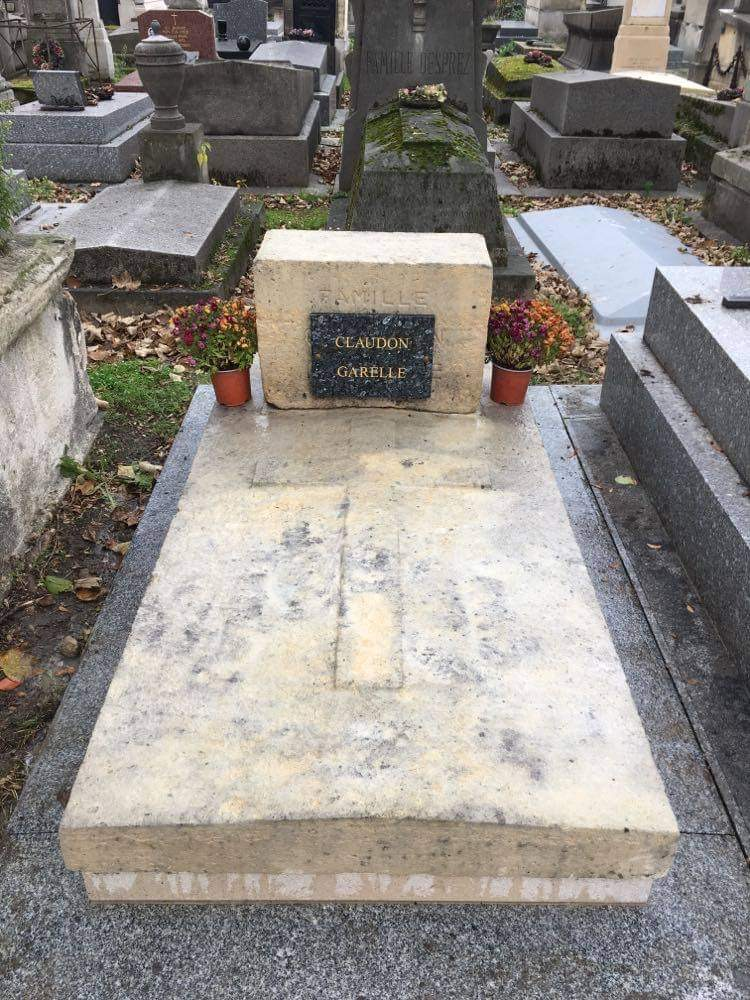
Sépulture d'Henri Claudon.

Joseph Pierre Henri Claudon est né le 21 aout 1864 à Ambert (Puy-de-Dôme). Son père — Pierre-Ernest Claudon, chevalier de la Légion d'honneur et de l'Ordre de Saint-Grégoire-le-Grand — est alors sous-préfet d'Ambert ; sa mère est Marie Carlotta de Schreiber, fille de Gustav Ludwig Vogel von Schreiber (chambellan de S. A. le Prince de Schwarzburg-Sondershausen) et petite-fille du général Desvaux de Saint-Maurice, commandant de l’artillerie de la Garde Impériale et mort à Waterloo.
Au gré des affectations administratives de son père, il effectue sa scolarité à Pont-Audemer, Cognac, Neuilly-sur-Seine et Paris.
Il se marie le 20 avril 1896 à Paris avec Lucile Marie Madeleine Blanchart, née le 3 janvier 1875 à Paris, elle-même issue d'une famille de hauts fonctionnaires français, fille de Gaston Jules Victor Auguste Blanchart, ministre plénipotentiaire, chevalier de la Légion d'honneur et de Marie Victorine Labrouste, fille de l'architecte Théodore Labrouste, prix de Rome en 1827 et frère de l'architecte Henri Labrouste.
Henri Claudon et Lucile Blanchart ont trois enfants : 
- Édouard Jean Claudon (1898-1945), épouse Marguerite Schumacher ;
- Charles Claudon (1900-1975), combattant volontaire des deux guerres mondiales, ancien officier de l’armée de terre, officier de la Légion d'honneur, consul général de France puis conseiller aux affaires étrangères. De 1942 à 1944 il est l’organisateur du réseau de résistance Kolozsvár (devenue Cluj-Napoca en 1974) en Transylvanie[1],[2]. Il épouse Renée Pelleterat de Borde en 1935 ;
- Germaine Claudon (1901-1977), épouse André Garelle, lieutenant du Génie de 1917 à 1919 au sein de la 79e division américaine, ingénieur, président de la section nantaise des familles nombreuses.

Il meurt le 14 mars 1935 à la maison de santé Saint-Jean-de-Dieu, 19 rue Oudinot Paris 7e. Il est inhumé auprès de son père, le 16 mars au cimetière de Montmartre (division 26, avenue Berlioz).

## Carrière militaire
Engagé volontaire pour 5 ans le 26 octobre 1883 il intègre l'École spéciale militaire de Saint-Cyr et fait partie de la 68e promotion, la promotion de Madagascar (1883-1885). Il en sort 99e sur 441 élèves puis suit les cours de l’école de tir du camp de Châlons en 1886-87 et sort 4e sur 42 officiers. Après l’École supérieure de guerre entre 1892 et 1894, il sort breveté d’état-major mention bien. Capitaine le 24 décembre 1894, il est affecté à l’état-major du 6e corps d'armée en 1895. Il devient en 1899, officier d'ordonnance du général Charles Kessler et le suit au Conseil supérieur de la guerre. Il est affecté ensuite à l'état-major du gouvernement militaire de Paris de 1904 à 1906. Il rejoint le 118e puis le 51e régiment d'infanterie comme chef de bataillon le 27 septembre 1906 jusqu'en 1909. Le 24 décembre 1909, il est nommé chef d'état-major de la 31e division d'infanterie à Montpellier. Il passe les années suivantes jusqu'à la Grande guerre comme lieutenant-colonel au 147e régiment d'infanterie.

### Première Guerre mondiale
Quand éclate la Première Guerre mondiale il est lieutenant-colonel au 347e régiment d'infanterie. Le 22 août 1914, il commence à écrire son journal, les Feuilles du front, qu'il termine le 30 juin 1917 et dans lequel il confie ses impressions.
Dans la nuit du 30 au 31 août 1914, après les violents combats d'Écordal, le lieutenant-colonel Claudon se réfugie avec ses hommes au village de Ménil-Annelles. Alors que les troupes allemandes arrivent pour donner l'assaut du village, l'heure est de battre en retraite. Dans l'obscurité, n'ayant pu réunir autour de lui qu'une partie de ses hommes et ne voulant pas que le drapeau du régiment tombe aux mains de l'ennemi, il se décide à le détruire. L'étoffe, la cravate et la hampe sont brûlées dans la cheminée d'une maison et le fer de lance enterré dans la cave de celle-ci.
Le 2 septembre 1914 il est affecté au commandement provisoire de la 104e brigade et presque immédiatement au 162e régiment d'infanterie le 14 octobre 1914, où il participe à la "course à la mer" d'octobre à décembre 1914. Combattant sur l'Yser, à Nieuport, Ramskapelle et Dixmude, il est ensuite de janvier à juillet 1915 en Argonne, puis à la Harazée. Il est cité à l'ordre de la division le 22 mai 1915 pour ses « brillantes qualités militaires, payant de sa personne et donnant à tous le meilleur exemple ». Il est nommé au grade de colonel par décret du 3 septembre 1915. Il est cité au Journal officiel le 21 octobre puis le 14 novembre 1915 pour sa « conduite particulièrement distinguée » à la tête de son unité aux combats des 25, 26 septembre et 6 octobre 1915 en Champagne. De mars à mai 1916 à Verdun, il devient le 6 avril 1916 commandant par intérim de la 138e brigade d'infanterie, puis de la 71e (le 21 novembre). Il combat à la Ville-aux-Bois, à Craonne, à la bataille de la Somme (décembre-janvier 1917), à celle de l'Aisne (avril) et, de nouveau, à Craonne (4 et 5 mai).
Le 15 avril 1917, une mission française, avec à sa tête le général Joffre et René Viviani Garde des sceaux et vice-président du Conseil, quitte la France pour Washington pour déterminer les grandes lignes directrices de la coopération américaine avec les armées alliées. La crise des effectifs est si importante sur le front occidental qu'il faut engager des troupes fraîches.

### Chef de la mission militaire française aux États-Unis
Parfaitement bilingue, le colonel Claudon est alors désigné chef de la mission militaire française auprès des États-Unis.
Dès le début de sa mission, il s'efforce de relayer les besoins de la France auprès de ses alliés américains, efforts qui aboutissent à l'envoi presque simultané de l'American Expeditionary Force (AEF), sous commandement du général John Pershing qui débarque à Boulogne–sur-Mer le 13 juin 1917, accompagné par le jeune lieutenant George Patton. Ils sont accueillis par le commandant Aldebert de Chambrun, descendant direct de La Fayette. Avant de quitter la France pour les États-Unis, le colonel Claudon s'entretient brièvement avec le général Pershing, qui lui demande de dire aux américains que : « rien ne peut empêcher que l'Allemagne ne soit pas battue, l'Allemagne peut être battue, l'Allemagne doit être battue et l'Allemagne sera battue ! ». En août 1917, le colonel Claudon quitte la France pour Washington où il rejoint le Haut-commissariat de la République française aux États-Unis et est nommé chef du service instruction à la direction militaire, jusqu'en décembre 1918. Il loge à Washington dans une famille américaine, la famille Power.
Le 5 septembre 1917, à Washington, est créé l'Ordre de La Fayette. Cet ordre, dont le colonel Claudon est l'un des membres fondateurs, a pour but d'honorer et de perpétuer le nom de La Fayette, de favoriser l'étude de l'histoire et de la généalogie et d'unir dans des liens d'amitié les États-Unis et la France. Il assiste le lendemain à New-York, à la célébration du 160e anniversaire de la naissance du marquis de La Fayette, au pied de sa statue, sise à Union Square et à la commémoration du 3e anniversaire de la bataille de la Marne en compagnie d'André Tardieu, ainsi que de nombreux diplomates et chefs militaires alliés. Il est reçu à City Hall.
Au cours de sa mission, il visite l'ensemble des principaux camps militaires américains chargés de former les futurs soldats qui vont combattre sur le front et rencontre la plupart des chefs d'états-majors de l'armée américaine. Il donne des directives afin d'uniformiser la formation théorique et pratique des sous-officiers et militaires du rang, dans les différents camps militaires, en coopération avec l'état-major américain.
Le 12 mars 1918, alors qu'il visite le Camp Greene (en) situé à Charlotte, en Caroline du Nord, il reçoit un télégramme annonçant sa promotion au grade de général de brigade à titre provisoire.
Le 9 avril 1918, au camp Kearny, près de San Diego en Californie, il passe en revue la 40e division Sunshine accompagné de l'amiral William Freeland Fullam (en), du général Frederick S. Strong (en) et de l'amiral japonais Kantarō Suzuki, futur grand chambellan de l'empereur Hirohito et premier ministre du Japon.
Le 1er mai 1918, le général Claudon défile dans les rues de New-York, accompagné d'un bataillon de chasseurs alpins, sous les ordres du lieutenant Le Moal, détachés de l'armée française et surnommés les "Blue Devils". Devant monsieur John Francis Hylan maire de New-York et des centaines de milliers de new-yorkais rassemblés autour de City Hall, il prononce un discours historique : 

« Monsieur le Maire, représentant la haute commission de la République française, j'ai l'honneur et le plaisir de vous présenter un détachement de l'armée française. Le gouvernement fédéral et le gouvernement français pensent qu'il est indispensable pour l'Amérique d'accroitre son effort pour le droit et la liberté. Il est temps pour nos soldats après 45 mois de guerre, d'être rejoints par les vôtres et de lutter côte à côte. »

Il s'adresse ensuite aux "Blue Devils" en français, leur parlant de La Fayette qui est le premier lien entre l'Amérique et la France et leur rappelle que des jeunes Américains ont déjà donné leur vie pour la France, tissant des liens éternels entre les deux nations.
Le 13 mai 1918, à Washington, le président des États-Unis, Mr Woodrow Wilson, accueille le général Claudon et ses "Alpins" à la Maison Blanche.
Le 26 juillet 1918, deux de ses officiers instructeurs détachés au camp Cody (Nouveau-Mexique), les lieutenants Jean Jégou et Fernand Herbert, meurent dans un grave accident de la route près de Silver City au Nouveau-Mexique. Le général Claudon en est profondément affecté. À la demande d'un ami personnel du général Claudon — le général J. A. Johnson commandant du camp Cody et de la 34e Division "Sandstorm" — les deux lieutenants français sont enterrés au Cimetière national d'Arlington. Les deux filles du lieutenant Jean Jégou sont adoptées par l'armée américaine qui paye leur éducation et leurs études.
Utilisant ses relations, le général Claudon organise et participe à de nombreux dîners et concerts de charité pour diverses œuvres sociales, ainsi qu'à des meetings visant à collecter des fonds pour la guerre.
Le 4 octobre 1918, la ville de New-York organise le "French Day", pour honorer la France, nation en guerre contre l'Allemagne. Cette journée présidée par l'assistant au trésor américain, Mr Martin Vogel, est l'occasion de rappeler qu'elle a souffert plus qu'aucune autre nation aux mains des Allemands. Après avoir donné une réception au nom de la France au Waldorf-Astoria, le général Claudon parade sur Park avenue avec de nombreux dignitaires alliés jusqu'au Altar of Liberty, à Madison square. Devant plus de 40 000 personnes, il prononce un discours où il parle de l'affection de la France pour les États-Unis : « Comment la France est-elle encore capable de continuer la guerre ? C'est dans son esprit, et aussi grâce à l'aide généreuse donnée par la grande nation américaine. Chaque Américain a donné son cœur pour la France ». La fanfare du 22e régiment américain joue The Star-Spangled Banner et la chanteuse Anna Case entonne The Battle Hymn of the Republic.
Le 6 novembre 1918, au Poli's Theater de New-York, le général Claudon assiste, accompagné de sa fille Germaine et aux côtés de nombreuses personnalités dont la femme du président des États-Unis Mme Woodrow Wilson, à un concert de musique classique donné par la société des concerts du conservatoire de Paris.
Le 11 novembre 1918, le général Claudon et sa fille célèbrent la victoire des alliés à Washington et invitent à dîner des militaires américains, anglais et français, leurs familles, ainsi que des proches collaborateurs et amis au célèbre restaurant " Rauscher's", à l'angle de Connecticut Avenue et de L Street Nortwest. En offrant cette soirée qui ressemble à un dîner d'adieu et avant de retourner en France, ils veulent, lui et sa fille, remercier le peuple américain pour son extraordinaire hospitalité.
Le 14 janvier 1919, le secrétaire à la Guerre des États-Unis, Newton D. Baker, sur les recommandations du général Peyton Conway March, chef d'état-major des États-Unis et secrétaire général, annonce la remise de la Distinguished Service Medal à onze personnalités alliées parmi lesquelles figure le général Claudon.
Après la guerre, pendant l'occupation de la Ruhr, il reprend son grade de colonel. Il est alors nommé administrateur supérieur de Hesse-Rhénanie à Mayence, délégué de la haute commission interalliée des territoires rhénans (HCITR) et chef des services économiques et administratifs de la Ruhr.
Le 23 décembre 1919, le colonel Claudon devient général de brigade à titre définitif grâce à l'intervention du général Mangin.

### Commandant de l’infanterie de la21eDivision
Muté à Nantes le 26 novembre 1921 au 11e corps d'Armée, il prend le commandement de la 21e division d'infanterie et des subdivisions de Nantes, Ancenis, Fontenay-le-Comte et la Roche-sur-Yon. Le 27 mars 1922, pour fêter l'arrivée dans le port de Saint-Nazaire du croiseur britannique le "Delhi", le général Claudon prononce un discours à la mairie de Saint-Nazaire devant le maire, l'amiral Sir James Fergusson, commandant du "Delhi", ainsi que de nombreux officiels, où il évoque les journées qui précèdent la guerre et qu'il a vécues en Angleterre. Au cours de ces journées, il sent battre le cœur du grand pays allié pour la France, provoquée et envahie. Il dresse un tableau touchant de la solidarité unissant les armées anglaise et française sur les champs de bataille.
Le 2 juillet 1922, il participe aux fêtes de La Baule où est inaugurée la mairie annexe d'Escoublac.
Les 4, 5 et 6 juin 1923, il assiste au 3e congrès national des allocations familiales qui se déroule à Nantes.
Le 24 juin 1923, il accueille à Ancenis le maréchal de France Franchet d'Espèrey où ils inaugurent ensemble le monument aux morts de la ville et visitent un dispensaire d'hygiène sociale.
Le 4 janvier 1924, il assiste à Nantes aux côtés du maréchal Pétain aux obsèques du général Buat.
Au cours de son séjour à Nantes, et en parallèle avec sa mission militaire, il préside de nombreux meetings de gymnastique et des manifestations athlétiques, rassemblant les sociétés de patronage locales de la région nantaise.
Mis en disponibilité par arrêté ministériel du 24 juin 1924, il est nommé au grade de commandeur de la Légion d’Honneur par décret du 11 juillet 1924. S’étant retiré de la vie militaire il demande à être reçu dans son nouveau grade non pas devant le front des troupes comme il est d’usage mais dans l’intimité de ses proches.
Jusqu'à la fin de sa vie, il entretient une abondante correspondance avec toutes les connaissances qu'il a pu faire au cours de son séjour en Amérique, et invite bon nombre de militaires américains et leurs familles à séjourner dans sa maison de campagne de Saint-Martin-du-Tertre.

## Œuvres et passions
Militaire, pédagogue et grand sportif, le général Claudon ne cesse d'encourager l'enseignement supérieur et la pratique sportive chez les jeunes gens et jeunes filles. Au cours de ses voyages il visite, en plus des camps et écoles militaires, de nombreux établissements scolaires et maisons d'éducation, donnant des conférences et dispensant quelques cours notamment au National Park Seminary à Forest Glen (Maryland, USA) et à l'institut Benasson-Marignac, maison d'éducation pour jeunes filles anglo-saxonnes, située au château de Groslay dans le Val-d'Oise.
Pratiquant plusieurs sports, c'est un brillant cavalier et un escrimeur émérite. Passionné de littérature française, il est un grand admirateur de Guy de Maupassant.

### Citations
« Le baseball pratiqué durant l'enfance par les Américains a fait d'eux de meilleurs lanceurs de grenades que les Français, qui se sont battus pendant longtemps » (1918).

## Hommages et distinctions
Le général Claudon est :
- Commandeur de la Légion d'honneur (11 juillet 1924)[15]
- Officier de la Légion d'honneur (13 août 1914)
- Chevalier de la Légion d'honneur (11 juillet 1908)
- titulaire de la Croix de Guerre 1914-1918 avec palmes de bronze ;
- Commandeur de l'ordre de Léopold ;
- titulaire de la Croix de guerre belge 1914-1918 le 23 avril 1921 ;
- titulaire de la médaille de l'Yser de Belgique ;
- titulaire de la Army Distinguished Service Medal des États-Unis d'Amérique en 1919[16] ;
- membre fondateur[17] de l'Ordre de Lafayette créé en 1917 à Washington (États-Unis d'Amérique) ;
- titulaire de la médaille de chevalier de l'Ordre de Lafayette ;
- membre d'honneur du Lafayette Day National Commitee ;
- président d'honneur de la section de l'Union Nationale des Combattants de Saint-Martin-du-Tertre ;
- membre du Comité France-Amérique[N 7].

### Honneurs
Le 29 mai 1918, le général Claudon est honoré d'être choisi, seule personnalité non-américaine à ce jour, pour prononcer le traditionnel discours lors de la cérémonie de remise des diplômes du prestigieux Virginia Military Institute (la plus ancienne académie militaire américaine, créée en 1839). Au cours des années, de nombreuses personnalités viennent lui succéder, telles : le général John Pershing (1920), le secrétaire à la défense des États-Unis et prix Nobel de la paix 1953 George Marshall (1929, 1940, 1950, 1956), le major-général Douglas MacArthur (1928), l'astronaute John Glenn (1965), le sénateur John McCain (2001), le secrétaire à la défense des États-Unis Donald Rumsfeld (2006).
Les 19 et 20 septembre 1927, au Palais de Chaillot à Paris, le général Claudon est l'un des invités de marque de la convention en France de l'American Legion, association qui regroupe les vétérans américains ayant participé à la 1re guerre mondiale.

### Sources
- Service Historique des Armées - Armée de Terre.
- Archives de la guerre. E. Fransceschini - Dictionnaire de Biographie française sous la direction de J. Balteau 1959 Librairie Letouzey et Ane 87, boulevard Raspail Paris VI
- Seventy-first in the world war. Robert Stewart Stutliffe page 488-489 London. Forgotten Books 1922